# 黎明路 (台中市)

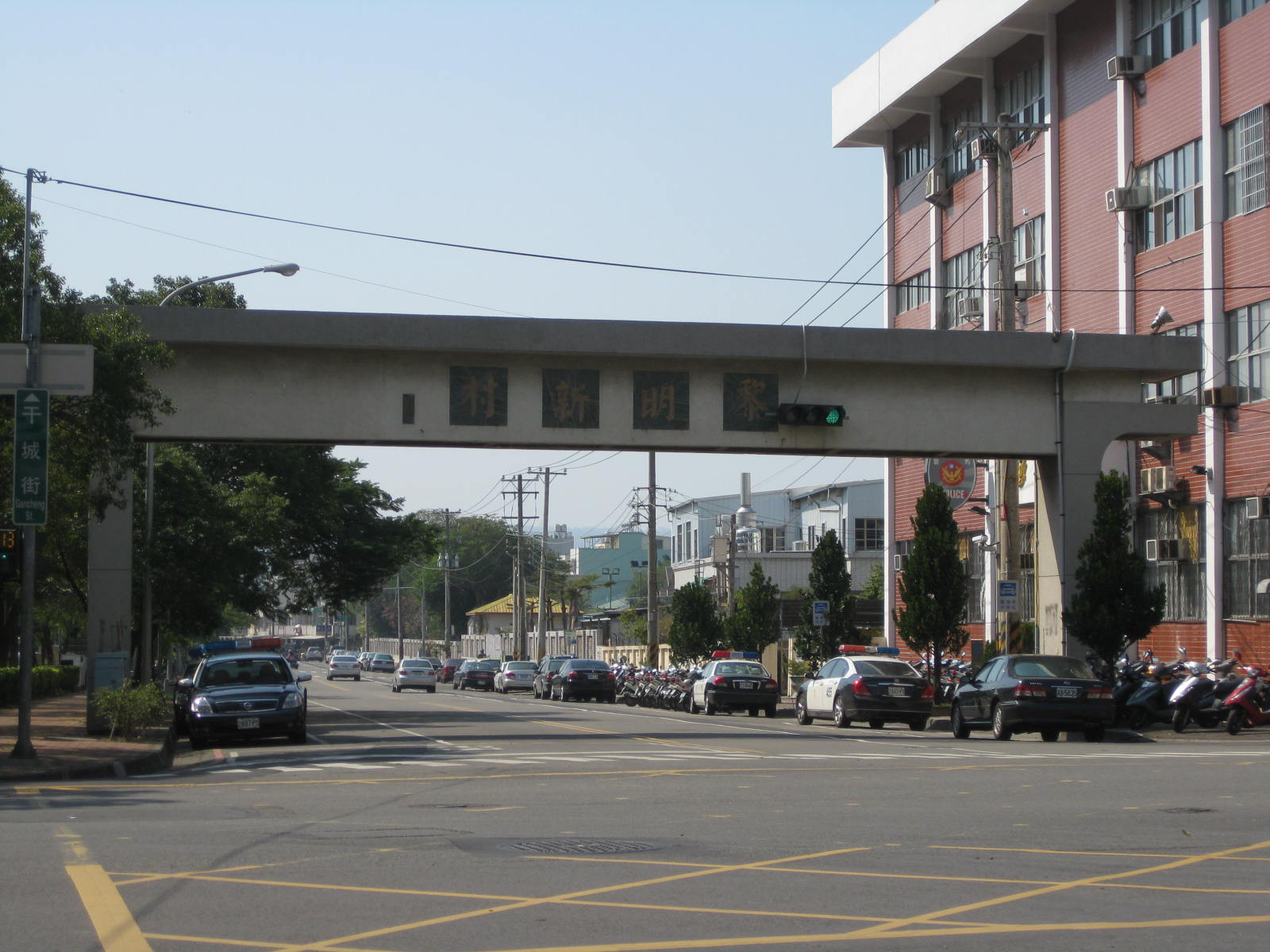
在黎明路二段的黎明新村。

光日路、黎明路為臺灣臺中市重要聯外道路之一，大致呈南北向，光日路不分段，黎明路分三段。南至烏日區環河北路，北至西屯區中清路二段，全長12.1公里；廣福路至烏日區台1線的路段屬縣道127號之一部分。福星北路以北配置雙向四車道，以南雙向二車道，朝馬路以南的路段則有慢車道的繪製，
配合臺中市第十四期市地重劃區規劃，未來將延伸至環中路一段。

## 行經行政區域
（由南至北）
- 烏日區
- 南屯區；中和里(南向)、楓樹里(北向)、鎮平里、豐樂里、南屯里、永定里、三厝里、三和里、三義里(北向-公益路口至干城街/市政南二路口)、黎明里(南向)
- 西屯區

## 分段
全線共分為四段：
- 光日路：南至環河北路，北至黎明路一段1巷
- 黎明路一段：南至黎明路一段1巷，北至五權西路二段。
- 黎明路二段：南起五權西路二段，北至臺灣大道三段。
- 黎明路三段：南起臺灣大道三段，北至中清路二段。

## 本道路客運
臺中市公車
- 本表更新時間為2017年1月21日。

| 編號   | 業者              | 路線                                 | 行駛區間                                                              | 備註                                                                                 |
| ------ | ----------------- | ------------------------------------ | --------------------------------------------------------------------- | ------------------------------------------------------------------------------------ |
| 5      | 全航客運          | 臺中火車站－僑光科技大學             | 臺灣大道三段－黎明路三段－青海路                                      |                                                                                      |
| 8      | 台中客運          | 逢甲大學－台中刑武所演武場           | 福星北路－黎明路三段－中清路二段                                      |                                                                                      |
| 25     | 中台灣客運        | 忠信國小－僑光科技大學               | 福星路－黎明路三段－福星北路                                          |                                                                                      |
| 26     | 台中客運          | 新民高中－嶺東科技大學               | 光日路－黎明路一段－永春東路                                          |                                                                                      |
| 28     | 台中客運          | 坪頂－四張犁圖書館                   | 臺灣大道三段－黎明路三段－福星北路                                    |                                                                                      |
| 29     | 台中客運          | 臺中監獄－第一廣場－臺中監獄         | 永春東路－黎明路一段、二段－公益路 干城街－黎明路二段、三段－福星北路 | 為單循環路線                                                                         |
| 33     | 台中客運          | 僑光科技大學－高鐵臺中站             | 福星路－黎明路三段－福星北路                                          |                                                                                      |
| 35     | 台中客運          | 僑光科技大學－南區區公所             | 福星路－黎明路三段－福星北路                                          |                                                                                      |
| 37     | 中台灣客運        | 頂林厝－台中車站－高鐵台中站         | 西屯路－黎明路三段－福星北路                                          |                                                                                      |
| 45     | 仁友客運          | 中科管理局－第一廣場－中科管理局     | 西屯路－黎明路三段－福星北路                                          | 為單循環路線                                                                         |
| 45繞   | 仁友客運          | 科雅平和路口－第一廣場－科雅平和路口 | 西屯路－黎明路三段－福星北路                                          | 為單循環路線 例假日及寒暑假停駛                                                      |
| 54     | 台中客運          | 下港尾－烏日停車場                   | 光日路－黎明路三段、二段、一段－福星北路                              |                                                                                      |
| 63     | 豐原客運 統聯客運 | 豐原東站－臺中榮總                   | 福星北路－黎明路三段－廣福路                                          | 不經社口                                                                             |
| 67     | 東南客運          | 東海別墅－臺中火車站                 | 青海路－黎明路三段－福科路                                            |                                                                                      |
| 68     | 巨業交通          | 東海別墅－太原火車站－中臺科技大學   | 青海路－黎明路三段－福科路                                            |                                                                                      |
| 68延   | 巨業交通          | 鹿寮國中－中臺科技大學               | 青海路－黎明路三段－福科路                                            | 部分班次由東海別墅端延駛至鹿寮國中                                                   |
| 68繞   | 巨業交通          | 東海別墅－國安國小－中臺科技大學     | 青海路－黎明路三段－福科路                                            | 繞駛至國安國小 例假日停駛                                                            |
| 68延繞 | 巨業交通          | 鹿寮國中－國安國小－中臺科技大學     | 青海路－黎明路三段－福科路                                            | 部分班次由東海別墅端延駛至鹿寮國中 僅中臺科技大學端發車班次繞駛至國安國小 例假日停駛 |
| 70     | 台中客運          | 嶺東科技大學－第一廣場－嶺東科技大學 | 光日路－黎明路一段－永春東路                                          | 為單循環路線                                                                         |
| 72     | 台中客運          | 嶺東科技大學－慈濟醫院               | 永春東路－黎明路一段、二段－公益路                                    |                                                                                      |
| 75     | 統聯客運          | 臺中榮總－一江橋                     | 市政路－黎明路二段－五權西路                                          |                                                                                      |
| 75區2  | 統聯客運          | 臺中火車站→臺中榮總                  | 五權西路－黎明路二段－市政路                                          | 單向行駛，往臺中榮總方向 例假日及寒暑假停駛                                          |
| 79     | 統聯客運          | 統聯轉運站－大慶火車站               | 臺灣大道三段－黎明路三段－福星北路                                    |                                                                                      |
| 81     | 統聯客運          | 統聯轉運站－太平                     | 臺灣大道三段－黎明路二段－公益路                                      |                                                                                      |
| 89     | 豐榮客運          | 嶺東科技大學－東門橋                 | 五權西路－黎明路二段－向上路                                          |                                                                                      |
| 107    | 台中客運          | 黎明新村－舊正（烏溪橋頭）           | 公益路－黎明路二段－干城街                                            |                                                                                      |
| 157    | 台中客運          | 文心森林公園－大甲區公所             | 福星北路－黎明路三段－中清路二段                                      | 經外埔區公所                                                                         |
| 160    | 和欣客運          | 高鐵臺中站－僑光科技大學             | 向上路－黎明路二段－朝馬路                                            | 為高鐵快捷公車 非沿途停靠                                                            |
| 228    | 豐原客運          | 豐原東站－僑光科技大學               | 福星北路－黎明路三段－廣福路                                          | 例假日及寒暑假停駛                                                                   |
| 229    | 豐原客運          | 豐原東站－朝馬                       | 廣福路－黎明路三段－福星北路 福星路－黎明路三段－臺灣大道三段         | 例假日及寒暑假停駛                                                                   |
| 354    | 四方客運          | 東海路思義教堂－僑光科技大學         | 福科路－黎明路三段－青海路 福星北路－黎明路三段－漢翔路               |                                                                                      |
| 356    | 捷順交通          | 國安社區（宜寧中學）－大慶火車站     | 朝馬路－黎明路二段－向上路                                            |                                                                                      |
| 359    | 捷順交通          | 東海別墅－文心森林公園               | 福科路－黎明路三段－福星北路                                          |                                                                                      |

## 沿線設施
（由南至北）
| | | |
| 光日路（烏日區） 環河北路 - 烏日郵局 - 烏日觀光夜市 建國路 - 捷運烏日站 一段（南屯區） - 臺灣菸酒公司烏日啤酒廠 - 楓樹社區 - 臺中市南屯區鎮平國民小學 環中路四、五段 - 臺中市南屯區南屯國民小學 - 南屯國民運動中心 - 萬和宮 - 南屯市場 - 臺中市政府警察局南屯派出所 南屯路二段 - 合作金庫銀行黎明分行 五權西路二段 | 二段（西屯區／南屯區） - 渣打銀行南屯分行 - 麥當勞 - 黎明新村 - 行政院中部聯合服務中心 - 臺中市政府消防局第六大隊黎明分隊 - 臺中市政府警察局黎明派出所 - 臺中市南屯區黎明國民小學 - 臺中市立黎明國民中學 - 中華電信學院臺中所 - 國家通訊傳播委員會中區監理處暨電信警察隊第二中隊（與中華電信學院臺中所共用出入門） - 七期重劃區 - 朝馬地區（台灣大道幹線公車秋紅谷站） 臺灣大道三段 | 三段（西屯區） - 臺中市第十二期重劃區 - 中華郵政臺中西屯郵局 西屯路（往西大墩老街、逢甲商圈） - 臺中市政府警察局第六分局西屯派出所 - 臺中市立西苑高級中學 - 僑光科技大學 上墩路、福星北路 - 港尾溪 廣福路 - 水湳經貿園區 凱旋路 - 水湳國際會展中心（興建中） - 中央公園 中科路 - 水湳轉運中心（規劃中） 中清路二段 （中清路二段至環中路一段路段尚未興建） |